# Design Patterns
Design Patterns (ISBN 0201633612) là cuốn sách khoa học máy tính đưa ra các giải pháp chuẩn và các quy ước đặt tên cho các vấn đề chung trong thiết kế phần mềm. Các tác giả của cuốn sách là Erich Gamma, Richard Helm, Ralph Johnson và John Vlissides, hay còn được biết đến với các tên "Gang of Four" hay đơn giản là "GoF".
Nửa đầu cuốn sách nói về các định nghĩa của các thiết kế mẫu cho phần mềm và phần còn lại đưa ra một danh sách các mẫu thiết kế thực tiễn có thể dùng lại. Nó có kèm thêm các ví dụ viết bằng C++ và Smalltalk. Dưới đây là danh sách:

## Các mẫu tạo lập - Creational patterns
- Abstract factory pattern
- Builder
- Factory method pattern
- Prototype
- Singleton

## Các mẫu cấu trúc - Structural patterns
- Adapter
- Bridge
- Composite
- Decorator
- Facade
- Flyweight
- Proxy

## Các mẫu hành vi - Behavioral patterns
- Chain of responsibility
- Command
- Interpreter
- Iterator
- Mediator
- Memento
- Observer
- State
- Strategy
- Template method
- Visitor

Để có thêm thông tin về các mẫu thiết kế trong phần mềm nói chung, xem các mẫu thiết kế trong khoa học máy tính, nó sẽ cung cấp một danh sách đầy đủ hơn về các mẫu thiết kế.